# 柯立芝效應

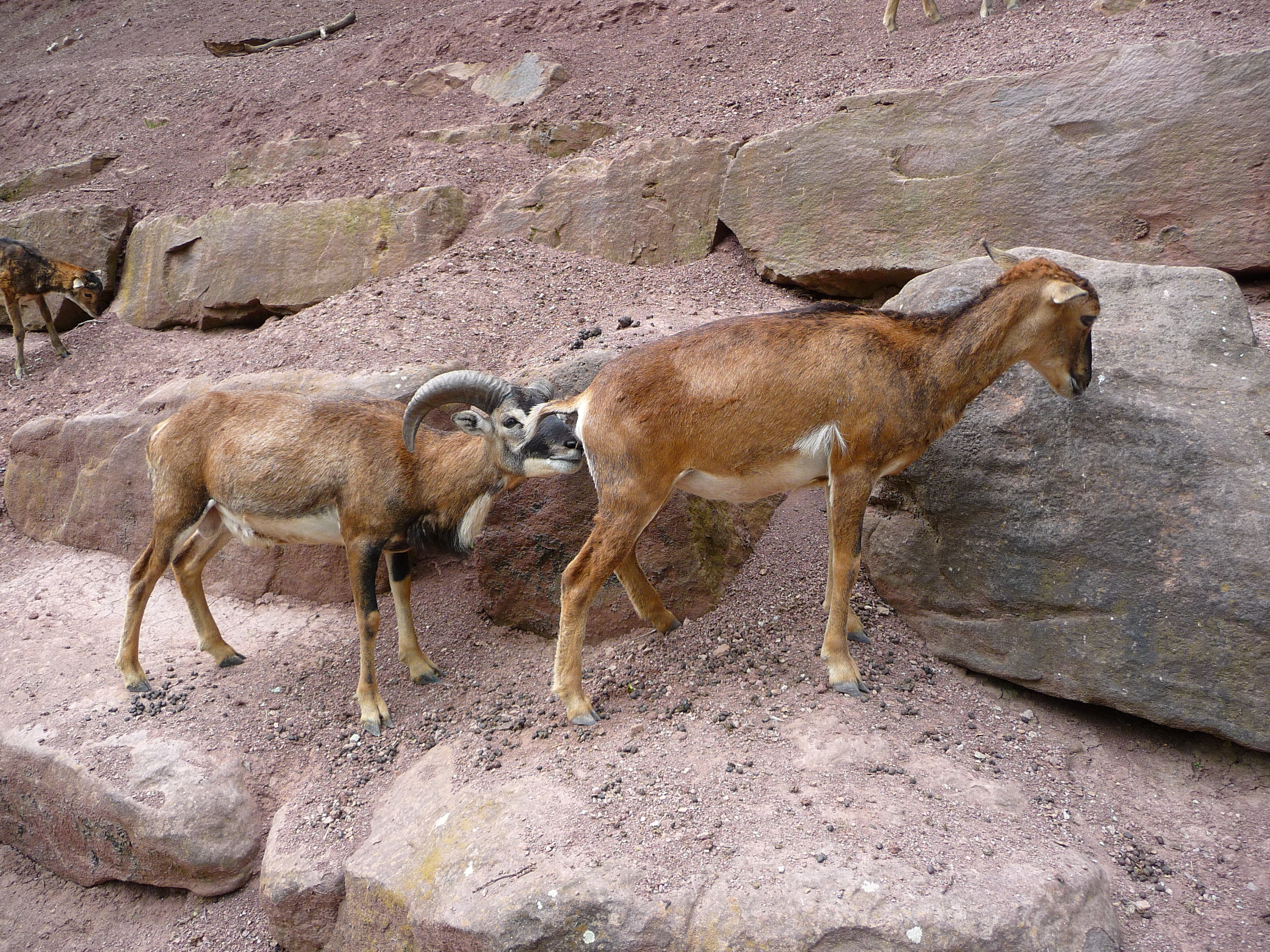

在生物學及心理學中，柯立芝效應（英語：Coolidge effect）是指在動物的雄性（以及少數情況指雌性）對於新出現的異性有較高的交配意願，即使牠已與週遭舊有的異性有交配經驗。柯立芝效應在演化上的意義是可刺激雄性與更多雌性交配，進而產生更多子代。這種交配系統通常發生在多配偶制（通常是一夫多妻制），也就是一個雄性個體與多個雌性個體交配，而一個雌性僅與一個雄性交配的情況。

## 起源
行為內分泌學家法蘭克·A·比奇於1955年提出「柯立芝效應」一詞，據說是在參與心理學研討會時，因他的一位學生的建議而如此命名。
⋯⋯有個關於卡爾文·柯立芝任美國總統時的老笑話⋯⋯當時總統先生（指柯立芝）與其夫人格雷絲·柯立芝正在分頭參觀一處政府成立的實驗農場。總統夫人來到雞舍時，她注意到一隻公雞十分頻繁地與母雞交配，於是她向招待她的隨從詢問這種情況是否經常發生，而隨從回答「每天幾十次。」於是總統夫人交代道：「當總統先生到達時，請把這件事實告訴他。」隨後，總統先生得知此消息，問道：「每次都是和同一隻母雞（交配）嗎？」隨從回道：「不，每次都與不同的母雞。」於是總統先生告訴隨從：「請把這件事實告訴我的夫人。」
這個老笑話出現在1972年出版的書籍中，但可能是杜撰的小故事而非歷史事實。

## 雄性分配精子
在某些動物中，雄性個體可以分配牠的精子給不同的交配對象，是柯立芝效應在配子分配上的實際行為。雄性分配精子的情況通常與精子競爭的程度、雌性是否首次出現、雌性的生殖品質有關。在體外受精的魚類歐洲苦魚所進行的實驗指出，新引入的雌魚出現時，或是有其它雄魚競爭交配權時，雄魚會分配其精子。歐洲苦魚的交配過程是先由雌魚將卵注入淡水蚌的鰓內，而後雄魚再將其精子注入淡水蚌而進行授精。因此，受精卵的發育條件取決於蚌的生存與品質。該實驗證實，當柯立芝效應發生時，雄魚偏好釋出精子在新出現的蚌中（即新出現雌性的產卵地點）。然而，當有其它競爭交配權的雄性存在時，較優勢的雄性會將更多的精子釋入新出現的蚌中，而較弱勢的雄性則會保留著精子並等待更好的授精機會。在原雞也發現雄性分配精子的柯立芝效應：公雞和已與牠交配過的母雞交配時會減少射入的精子量，但增加與牠首次交配的母雞的精子量。
由威德爾（Wedell）等人一系列針對野雞、麗鰭魮脂鯉、黑腹果蠅的研究指出，雄性和已交配過的雌性再交配時僅釋出少量的精子造成授精卵量減少及生殖成功率降低，而預留下的精子則作用於與新的雌性交配。這也可能促使雌性找尋新的雄性交配以提高授精成功率。這些實驗證據推論柯立芝效應可以預測雄性投資多少精子量在特定的交配對象身上，使雄性能更均勻地把有限的精子分配在更多的雌性身上。整體來說，精子分配主要由雄性競爭交配權及是否與交配對象有過交配經驗而決定。

## 例外情況
柯立芝效應普遍存在於大多數的動物，然而也有少數不存在的例子。在針對熱帶家蟋蟀的研究指出，雌蟋蟀表現了柯立芝效應，但雄蟋蟀對新出現的雌蟋蟀並沒有較高的交配偏好。在這種蟋蟀是由雌性主導交配，為了測試雄蟋蟀是否存在柯立芝效應，研究人員將二隻死亡的雌蟋蟀置於一隻雄蟋蟀附近。二隻死亡的雌蟋蟀中，一隻之前已和該雄蟋蟀交配過，而另一隻沒有。研究人員藉由測量交配的次數及雄蟋蟀傳遞給死雌蟋蟀的精包重量來估計柯立芝效應。實驗結果指出，無論是交配次數或精包重量，雄蟋蟀對二隻雌蟋蟀的交配意願與配子傳遞量並沒有顯著的差別，因此這項研究推論柯立芝效應並不適用於熱帶家蟋蟀。之後有更多的研究指出柯立芝效應可能也不適用於其它動物。一項2007年的實驗針對雌雄間性的靜水椎實螺發現其存在柯立芝效應，但在另一種同樣是雌雄間性的水生蝸牛紅扁蜷則不存在偏好新出現的交配對象。

## 個體辨視的機制
雖然不只一項機制可以解釋雄性偏好新出現雌性的現象，但有些研究指出雄性藉由嗅覺系統辨視對象是否是新人。其中一項研究利用小白鼠證實牠們藉由對方的氣味辨視對方是舊情人還是新人。另一個針對敘利亞倉鼠的研究指出，倉鼠腦中的邊緣皮層的反應對辨視熟悉的異性與特定的社交行為有高度關聯性。這項結論也與針對褐鼠與猴的研究結論一致：海馬迴應不是主宰社交行為記憶的腦區，而是邊緣皮層。

## 性飽足感與柯立芝效應
柯立芝效應指出，在可以和新出現雌性交配的機會出現時，雄性通常偏好與新雌性交配。然而，這存在一項生理限制。在針對褐鼠的研究指出，雄鼠在充份性飽足的情況下仍可再與多個配偶進行交配，包括射精、抽送生殖器等行為。無論雄鼠是否充份性飽足，牠們都表現相似程度的生殖器抽送次數與陰莖拔除時間長，但實際上充份性飽足的雄性僅傳遞少量的精子。另一項亦針對褐鼠的研究也有相似結果，但更進一步指出在充份性飽足的雄鼠在中斷交配15日後才能再度有效地使雌鼠受孕。這些研究皆推論柯立芝效應的主要限制因素是配子（在例中即雄鼠精子）的生產速率。

## 實驗證據
利用褐鼠驗證柯立芝效應的實驗過程如下：將一隻雄鼠與四到五隻動情週期的雌鼠一同關入一個大盒子中。雄鼠會立即與所有的雌鼠不斷交配直到雄鼠耗盡體力，但雌鼠仍會持續推或舔雄鼠，即使雄鼠並不理會。此時引入一隻新的雌鼠至盒中，雄鼠會馬上與新的雌鼠交配。這種現象並不限於褐鼠。
柯立芝效應的發生與多巴胺濃度增加隨後刺激邊緣系統所造成。
柯立芝效應通常發生在雄性身上。萊斯特（Lester）與戈薩爾卡（Gorzalka）發展了一個雌性是否存在柯立芝效應的科學模型。他們利用倉鼠進行的實驗指出，雌鼠亦存在柯立芝效應但數量很少。而這可能是因為在演化學上，一妻多夫制對這個物種並沒有明顯的利益有關。

## 相關主題
- 布魯斯效應（英语：Bruce effect）：當有新的雄性出現時，雌性中斷孕期並偏好與新雄性交配的行為。